# Медичи, Лоренцино
Лоренцо (Лоренцино) ди Пьерфранческо де Медичи (итал. Lorenzo (Lorenzino) di Pierfrancesco de’ Medici, 22 марта 1514, Флоренция — 26 февраля 1548, Венеция[…]) по прозванию Лорензаччо (итал. Lorenzaccio; досл. «плохой Лоренцино») — итальянский политик и писатель из дома Медичи. Сын Пьерфранческо Младшего и внук Лоренцо Пополано. Прославился убийством своего двоюродного брата Алессандро Медичи, герцога Флорентийского в 1537 году. Казнён за это в 1548 году.

## Биография
Старший сын Пьерфранческо Младшего и Марии Содерини. За невзрачный вид получил прозвище Лоренцино. В 1520 году потерял отца, воспитывался вместе с Козимо (будущим великим герцогом Тосканы) и Алессандро (будущим герцогом Флорентийским). Брат — Джулиано (1520—1588), архиепископ Альби. Сёстры — Лаудомия (1518—1583), жена Пьеро Строцци; и Маддалена (1523—1583), жена сперва Алламано Сальвиати, а затем Роберто Строцци.
В 1526 году во время восстания против власти Медичи вместе с семьёй бежал в Венецию. После этого путешествовал, а в 1529 году прибыл в Болонью. Постепенно начинал интересоваться политикой. В 1530 году переехал в Рим, где снискал дурную славу за уродование античных статуй, за что получил прозвище Лорензаччо. В том же году вернулся во Флоренцию и сблизился со своим двоюродным братом и молодым герцогом Алессандро Медичи. Они вместе участвовали в буйных авантюрах, но искренность их дружбы сомнительна. В 1536 году герцог выступил против Лоренцино в судебном споре о наследстве Пьерфранческо Старшего, прадеда Лоренцино, что нанесло Лоренцино значительный финансовый ущерб.
Ночью 6 января 1537 года Лоренцино организовал заговор против Алессандро и убил его. Он рассчитывал занять ведущую должность во Флоренции, однако Козимо I Медичи (заручившись поддержкой императора Карла V) обошёл его и сам стал герцогом Флорентийским. Вскоре после этого Лоренцино вынужден был бежать в Болонью, а затем в Венецию. Там он присоединился к республиканцам во главе с Филиппо Строцци. Участвовал в битве при Монтемурло, где Козимо одержал победу. После этого Лоренцино бежал сначала в Константинополь, а затем нашёл убежище при французском дворе Екатерины Медичи. Во Франции Лоренцино находился до 1541 года. С 1542 по 1544 год он несколько раз наведывался в Тоскану и Венецию, а затем вернулся во Францию, пытаясь организовать заговор против Козимо. В конце концов наёмники последнего убили Лоренцино в Венеции 26 февраля 1548 года.

## Работы
Наиболее известным его произведением является «Апология», где он развивает идеи Никколо Макиавелли и раскрывает интриги и события Италии того времени. Это произведение считается одним из шедевров итальянской литературы.

## В художественной литературе
- В «Гептамероне» Маргариты Наваррской история убийства Алессандро рассказана в Новелле двенадцатой Второго дня.
- Александр Дюма. Роман «Ночь во Флоренции при Алессандро Медичи» и пьеса «Лоренцино». Рассказанная в романтическом духе история убийства герцог Алессандро.
- Альфред Мюссе. Драма «Лорензаччо» (Lorenzaccio) — пьеса с репутацией французского «Гамлета», в которой играли и Сара Бернар, и Жерар Филип.